# Catherine Visconti (1360-1404)
Pour les articles homonymes, voir Visconti et Catherine Visconti.
Pour les autres membres des familles, voir Famille Visconti.
Catherine Visconti (en italien Caterina Visconti), née à Milan vers 1360 et morte à Monza le 17 octobre 1404, est une aristocrate italienne et l'épouse du duc de Milan, son cousin Jean Galéas Visconti.

## Biographie
Catherine est la fille de Barnabé Visconti (1323-1385), co-seigneur de Milan, et de Béatrice Reine della Scala (1331-1384), elle-même fille de Mastino II della Scala, seigneur de Vérone et Vicence, et de Taddea de Carrare.
En 1378, alors qu'elle a 18 ans, son père prévoit, à l'instigation de son condottiere anglais John Hawkwood, de lui faire épouser le roi d'Angleterre Richard II, lui-même âgé de onze ans, mais abandonne l'idée l'année suivante.
Le mari de Catherine est finalement son cousin Jean Galéas, le fils de Galéas II, frère aîné de Barnabé, et de Blanche de Savoie. Le mariage a lieu le 2 octobre 1380. Catherine a vingt ans et son époux vingt-neuf. Jean Galéas est veuf depuis 1372 d'Isabelle de France, avec qui il a deux enfants, Azzone, né en 1368, et Valentine née entre 1368 et 1371. Il est quasiment inféodé à son oncle Barnabé qui le tient sous sa coupe depuis le décès de son père Galéas II auquel il est censé avoir succédé. Le jour du mariage, Azzone décède et, malgré les récriminations de la cour qui demande le report des festivités, Barnabé impose sa volonté de voir le mariage se célébrer, accroissant ainsi la haine et la rancœur de Jean Galéas et d'un certain nombre de nobles à son égard.

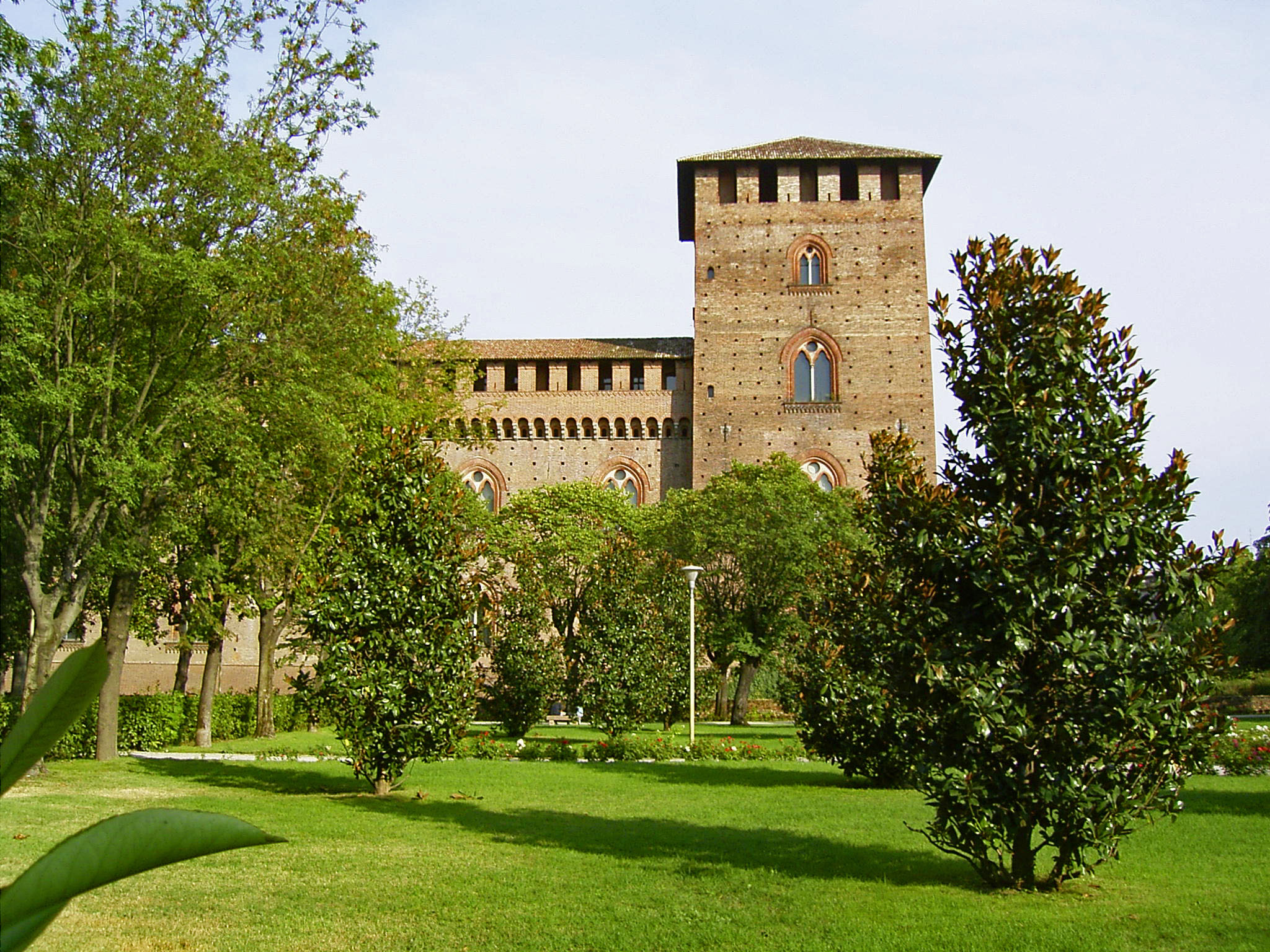
Le château Visconti de Pavie.

Catherine s'installe à Pavie, au château Visconti que fait construire, entre 1360 et 1362, Galéas II dont c'est le séjour préféré. Elle se charge de l'éducation de sa belle-fille Valentine qui reste liée avec elle.
À l'étroit entre ses devoirs de fille et d'épouse, elle assiste, plutôt impuissante, aux échanges acerbes entre Barnabé et Jean Galéas qui se montre de plus en plus rétif à la tyrannie de son oncle. Lorsque, en mai 1385, sonne l'heure pour Jean Galéas de se libérer de son joug, Catherine est tenue à l'écart de la conjuration que son mari prépare avec sa mère Blanche de Savoie, Jacopo dal Verme, Ottone di Mandello et Giovanni Malaspina. Le coup d'État réussit, Barnabé est emprisonné et lorsqu'il meurt six mois plus tard, la famille de Jean Galéas part à Plaisance et Catherine n'assiste même pas aux funérailles officielles de son père.
Après une grossesse avortée au cours de laquelle elle manque de perdre la vie, elle s'engage auprès de la Vierge à prénommer Marie les prochains enfants qui lui viendront. En septembre 1388, un premier enfant, Jean Marie naît. En janvier 1390, une nouvelle grossesse difficile, qui échoue, l'amène à faire le vœu testamentaire de faire construire une chartreuse aux abords de Pavie. En septembre 1392, la naissance de Philippe Marie a lieu. En 1393, pour honorer le vœu de son épouse, Jean Galéas décide la construction de ladite chartreuse, la Chartreuse de Pavie, dont la première pierre est posée, à quelque huit kilomètres au nord de Pavie, en août 1396, en présence des deux héritiers.

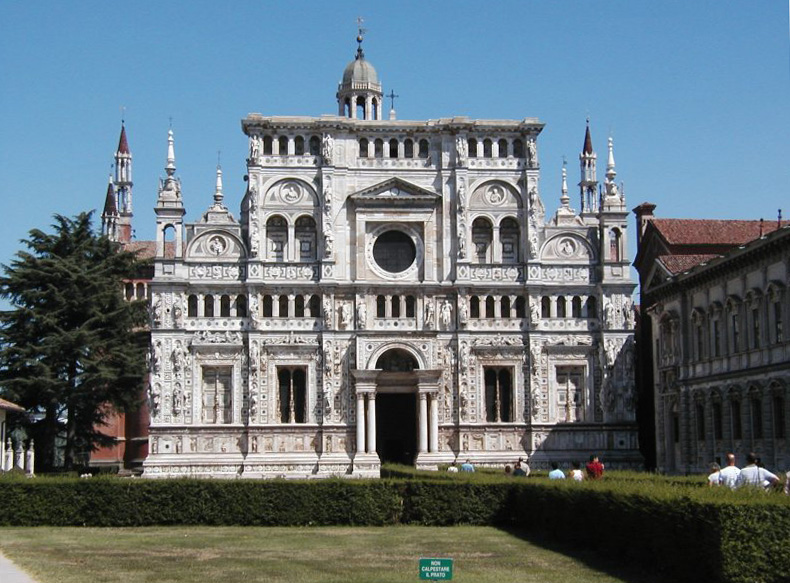
La chartreuse de Pavie.

Le 11 mai 1395, l'empereur Venceslas Ier élève Jean Galéas au titre de duc. Mais Catherine est absente de la cérémonie officielle comme lors de l'inauguration de la chartreuse. Elle se fait quasiment invisible. Il faut dire que ses enfants la préoccupent, surtout Philippe Marie dont la santé est fragile. Elle fuit également les dépenses fastueuses de son mari pour sa bibliothèque et sa grande collection de reliques sacrées.
Elle ne réapparaît seulement qu'après le décès de son époux survenu le 3 septembre 1402. L'aîné de ses garçons a à peine treize ans et nécessite la présence de sa mère qui devient régente du duché. Jean Galéas lui a légué 1000 000 florins, la tutelle des enfants et la seule signature des actes décidés par le conseil de la cité. En peu de temps, le duché se désintègre. Au milieu des affrontements entre factions rivales, menées par des capitaines de fortune et des mercenaires, un homme sans scrupules émerge, Facino Cane. Celui-ci réussit, en s'appuyant sur le caractère sanguinaire de Jean Marie, à instiller en lui un sentiment de suspicion à l'égard de la régente. Catherine est emprisonnée le 18 août 1404 au château de Monza, où elle meurt deux mois plus tard, le 17 octobre, soit empoisonnée, soit victime de la peste qui ravage l'Europe entière.
Elle a droit à des funérailles officielles mais son corps est abandonné à Monza.

## Descendance
De son union avec Jean Galéas, naquirent deux enfants :
- Jean Marie (1388-1412), qui succède à son père en 1402,
- Philippe Marie (1392-1447), comte de Pavie en 1402, succède à son frère en 1412.